# Östasiatiska mästerskapet i fotboll för damer 2010
Östasiatiska mästerskapet i fotboll för damer 2010 var det tredje östasiatiska mästerskapet för damer och avgjordes i Japan mellan 6 och 13 februari 2010.

## Gruppspel

### Tabell
| Nr | Lag              | S | V | O | F | GM | IM | MS  | P |
| -- | ---------------- | - | - | - | - | -- | -- | --- | - |
| 1  | Japan            | 3 | 3 | 0 | 0 | 7  | 1  | +6  | 9 |
| 2  | Kina             | 3 | 2 | 0 | 1 | 5  | 3  | +2  | 6 |
| 3  | Sydkorea         | 3 | 1 | 0 | 2 | 6  | 4  | +2  | 3 |
| 4  | Kinesiska Taipei | 3 | 0 | 0 | 3 | 0  | 10 | −10 | 0 |

### Matcher
| 1           | 6 februari 2010 | Japan                           | 2 – 0           | Kina | Ajinomoto Stadium                                        |                                                          |
| 15:30 UTC+9 | 15:30 UTC+9     | Aya Miyama 19′ Yukari Kinga 61′ | (1 – 0) Rapport |      | Tokyo Publik: 7 459 Domare: Pannipar Kamnueng (Thailand) | Tokyo Publik: 7 459 Domare: Pannipar Kamnueng (Thailand) |
| 15:30 UTC+9 | 15:30 UTC+9     |                                 |                 |      | Tokyo Publik: 7 459 Domare: Pannipar Kamnueng (Thailand) | Tokyo Publik: 7 459 Domare: Pannipar Kamnueng (Thailand) |
| 15:30 UTC+9 | 15:30 UTC+9     |                                 |                 |      | Tokyo Publik: 7 459 Domare: Pannipar Kamnueng (Thailand) | Tokyo Publik: 7 459 Domare: Pannipar Kamnueng (Thailand) |

| 2           | 7 februari 2010 | Sydkorea                                               | 4 – 0           | Kinesiska Taipei | Olympiastadion                            |                                           |
| 16:30 UTC+9 | 16:30 UTC+9     | Jeon Ga-eul 27′ Lee Jang-mi 28′, 45+1′ Yoo Young-a 74′ | (3 – 0) Rapport |                  | Tokyo Publik: 684 Domare: Wang Jia (Kina) | Tokyo Publik: 684 Domare: Wang Jia (Kina) |
| 16:30 UTC+9 | 16:30 UTC+9     |                                                        |                 |                  | Tokyo Publik: 684 Domare: Wang Jia (Kina) | Tokyo Publik: 684 Domare: Wang Jia (Kina) |
| 16:30 UTC+9 | 16:30 UTC+9     |                                                        |                 |                  | Tokyo Publik: 684 Domare: Wang Jia (Kina) | Tokyo Publik: 684 Domare: Wang Jia (Kina) |

| 3           | 10 februari 2010 | Kina                       | 2 – 1           | Sydkorea      | Ajinomoto Stadium                                      |                                                        |
| 16:30 UTC+9 | 16:30 UTC+9      | Ma Xiaoxu 51′ Yuan Fan 63′ | (0 – 0) Rapport | 85′ Ji So-yun | Tokyo Publik: 714 Domare: Pannipar Kamnueng (Thailand) | Tokyo Publik: 714 Domare: Pannipar Kamnueng (Thailand) |
| 16:30 UTC+9 | 16:30 UTC+9      |                            |                 |               | Tokyo Publik: 714 Domare: Pannipar Kamnueng (Thailand) | Tokyo Publik: 714 Domare: Pannipar Kamnueng (Thailand) |
| 16:30 UTC+9 | 16:30 UTC+9      |                            |                 |               | Tokyo Publik: 714 Domare: Pannipar Kamnueng (Thailand) | Tokyo Publik: 714 Domare: Pannipar Kamnueng (Thailand) |

| 4           | 11 februari 2010 | Japan                                    | 3 – 0           | Kinesiska Taipei | Olympiastadion                                      |                                                     |
| 15:15 UTC+9 | 15:15 UTC+9      | Mana Iwabuchi 36′, 59′ Megumi Takase 85′ | (1 – 0) Rapport |                  | Tokyo Publik: 3 774 Domare: Kim Sook-hee (Sydkorea) | Tokyo Publik: 3 774 Domare: Kim Sook-hee (Sydkorea) |
| 15:15 UTC+9 | 15:15 UTC+9      |                                          |                 |                  | Tokyo Publik: 3 774 Domare: Kim Sook-hee (Sydkorea) | Tokyo Publik: 3 774 Domare: Kim Sook-hee (Sydkorea) |
| 15:15 UTC+9 | 15:15 UTC+9      |                                          |                 |                  | Tokyo Publik: 3 774 Domare: Kim Sook-hee (Sydkorea) | Tokyo Publik: 3 774 Domare: Kim Sook-hee (Sydkorea) |

| 5           | 13 februari 2010 | Kinesiska Taipei | 0 – 3           | Kina                               | Ajinomoto Stadium                               |                                                 |
| 13:00 UTC+9 | 13:00 UTC+9      |                  | (0 – 0) Rapport | 46′, 60′ Han Duan 75′ Pang Fengyue | Tokyo Publik: 728 Domare: Etsuko Fukano (Japan) | Tokyo Publik: 728 Domare: Etsuko Fukano (Japan) |
| 13:00 UTC+9 | 13:00 UTC+9      |                  |                 |                                    | Tokyo Publik: 728 Domare: Etsuko Fukano (Japan) | Tokyo Publik: 728 Domare: Etsuko Fukano (Japan) |
| 13:00 UTC+9 | 13:00 UTC+9      |                  |                 |                                    | Tokyo Publik: 728 Domare: Etsuko Fukano (Japan) | Tokyo Publik: 728 Domare: Etsuko Fukano (Japan) |

| 6           | 13 februari 2010 | Japan                              | 2 – 1           | Sydkorea        | Ajinomoto Stadium                                  |                                                    |
| 15:35 UTC+9 | 15:35 UTC+9      | Shinobu Ohno 7′ Mami Yamaguchi 17′ | (2 – 0) Rapport | 75′ Yoo Young-a | Tokyo Publik: 3 132 Domare: Bentla D'Coth (Indien) | Tokyo Publik: 3 132 Domare: Bentla D'Coth (Indien) |
| 15:35 UTC+9 | 15:35 UTC+9      |                                    |                 |                 | Tokyo Publik: 3 132 Domare: Bentla D'Coth (Indien) | Tokyo Publik: 3 132 Domare: Bentla D'Coth (Indien) |
| 15:35 UTC+9 | 15:35 UTC+9      |                                    |                 |                 | Tokyo Publik: 3 132 Domare: Bentla D'Coth (Indien) | Tokyo Publik: 3 132 Domare: Bentla D'Coth (Indien) |